# Scrapped Princess
Scrapped Princess (яп. スクラップド・プリンセス сукураппудо пуринсэсу) — двадцатичетырехсерийный аниме-сериал в жанре фэнтези (по крайней мере, в начале), выпущенный в 2003 году студией Bones. Сериал представляет собой адаптацию одноимённой «лёгкой новеллы» авторства Итиро Сакаки и Юкинобу Асами.

## Сюжет
Сюжет сериала посвящён истории Пасифики Касулл, пятнадцатилетней принцессы королевского дома Лейнвана, которая, согласно 5111-му Пророчеству Гренделя, является «ядом, который уничтожит мир», и станет причиной Апокалипсиса, когда ей исполнится шестнадцать. Предсказание было сделано незадолго до рождения Пасифики. Так как предыдущие 5110 Пророчеств Гренделя неизменно сбывались, Пасифика была официально казнена в младенчестве.
Однако в тайне ото всех древнее семейство Касуллов, не согласное с решением короля и не верящее в 5111-е Пророчество, спасло девочку и воспитало как собственную дочь. В течение пятнадцати с лишним лет истинную личность Пасифики Касулл удавалось держать в секрете, однако за несколько месяцев до её шестнадцатого дня рождения королевские войска взяли штурмом усадьбу Касуллов. Они убили всех там находившихся, кроме самой Пасифики и её приёмных брата и сестры, Шаннона и Ракуэль, которым удалось бежать.
Они втроём оказались на большой дороге и вынуждены постоянно путешествовать по стране, нигде не останавливаясь надолго. Их цель — доказать всем, что Пасифика — самая обыкновенная девушка, которая разрушать мир в свой шестнадцатый день рождения совсем не собирается. Несмотря на то, что их постоянно преследуют войска Лейнвана, талантливейшая волшебница Ракуэль и лучший в мире мечник Шаннон без труда оберегают «младшую сестру». И всё бы ничего, если бы не вмешательство странных существ, именующих себя Миротворцами…

## Персонажи
Пасифика Касулл (яп. パシフィカ・カスール) — пятнадцатилетняя принцесса Лейнвана, которая, согласно пророчеству Гренделя, станет причиной конца света. Конвенциональной магией и боевыми умениями не владеет, но является единственный человеком, на которого не действуют способности Миротворцев. Кроме того, когда она сильно напугана или расстроена, она стихийно высвобождает энергию, нейтрализующую действия Миротворцев. Любит Фулле.
Сэйю: Фумико Орикаса
Шаннон Касулл (яп. シャノン・カスール) — лучший в мире мечник и приёмный старший брат Пасифики, с которой находится в несколько двусмысленных отношениях. Является хранителем Пасифики. При слиянии с Зефирис получает огромную боевую мощь, но использовать её может только против Миротворцев. В столкновениях с людьми Зефирис предпочитает не участвовать, так как в её интеллект вложен запрет на нанесение увечий обычным людям и/или манипулирование их сознанием.
Сэйю: Синъитиро Мики
Ракуэль Касулл (яп. ラクウェル・カスール) — старшая сестра Шаннона и Пасифики (родная и приёмная, соответственно), заменяющая им мать. Является самой талантливой волшебницей в мире произведения и хранителем Пасифики.
Сэйю: Саяка Охара
Сенесс Лулу Гиат — принцесса империи Гилат, прозванная «звериной принцессой» (англ. «beast princess») из-за своей репутации опасного противника. Талантливый лидер, квалифицированная мечница и волшебница. Рано покинула двор, благодаря своему вспыльчивому характеру и личным амбициям. Возглавляет экстремистскую организацию, противостоящую власти Миротворцев и церкви богини Маузер. Благодаря активной поддержке со стороны Натали, которая нуждалась в союзнике, полностью восстановила мобильную боевую крепость Скит и получила некоторую техническую подготовку.
Сэйю: Мацуока Юки
Леопольд Скоупс (яп. レオポルド・スコルプス) — странствующий наследник герцогского рода, мечтающий о посвящении в рыцари. Влюблён в Пасифику.
Сэйю: Такаси Кондо
Кристофер Армалайт — командир отряда особого назначения «Упорная Стрела» (англ. «Obstinate Arrow»), ведущего охоту на Пасифику. Всю свою жизнь следовал приказам руководства, но впоследствии принимает собственное решение помогать Пасифике при поддержке всего отряда.
Сэйю: Такахиро Мидзусима
Виния Честер (яп. ウイニア・チェスタ) — девушка-сирота, случайно оказавшаяся замешанной в охоте правительства за Пасификой. Влюблена в Кристофера Армалайта.
Сэйю: Аяко Кавасуми
Зефирис  — оружие с искусственным интеллектом, разработанное во время последней войны. Считает своим долгом охранять Пасифику и привязана к Шаннону. Боевая единица древних людей, физически и психологически связанная со своим «хозяином», но обладающая собственной индивидуальностью и волей. Владеет силой, превосходящей отдельно взятого Миротворца. При полной синхронизации с разумом пилота принимает физическую форму дракона. Не имеет права вмешиваться в жизнь людей. Предпочитает обличье невысокой синеволосой девушки. Уцелела после гибели первого пилота и истребления человеческих вооруженных сил как таковых и разработала долгосрочный план, который привел к рождению Пасифики, а также её Хранителей.
Сэйю: Каори Мидзухаси
Натали — такое же оружие как и Зефирис, но в отличие от Зефирис утратившая большую часть своих функций во время войны. Чтобы выжить, она интегрировала своё сознание в мобильную боевую крепость «Скит», сделав её частью своего тела. Из-за интеграции с крепостью, Натали способна помогать или препятствовать людям на её борту. Натали продолжает модернизировать свои системы, но её способности ограничены и неполны. Она не считает себя больше «Драконом», и характеризует себя как виртуальную личность. Претерпела такие существенные изменения, что смогла обойти запрет на вмешательство в сознание человека и пыталась манипулировать психикой Шаннона. Обладает практическим, авторитарным складом мышления, который значительно отличается от индивидуальности Зефирис.
Сэйю: Короги Сатоми
Фулле — бывший военный, член отряда убийц под названием «Чёрные ястребы». Ушёл в отставку и работает охранником в таверне. Встретил Пасифику, ничего о себе не помнящую, на побережье океана среди обломков кораблекрушения. Пасифика увязалась за Фулле, надеясь найти кого-то, кто знает её. Несколько дней они жили вместе. Фулле назвал Пасифику Памелой (в честь своей кошки). С Фулле Пасифика получила шанс пожить нормальной жизнью, в которой нет необходимости бежать или скрываться. Однако вскоре выяснилось, что её настоящее имя — Пасифика, и все считают её «ядом, который уничтожит мир». Фулле встаёт на защиту девушки, которую полюбил. 
Сэйю: Кониси Кацуюки
Миротворцы — существа, задачей которых является сдерживание развития людей и сохранение человека как биологического вида. По словам Зефирис они относятся к оружию класса «Валькирия», разработанного людьми на смену «Драконам», в виду избыточной технической сложности последних. Пришельцам, удалась взять «Валькирий» под контроль, тем самым частично определив исход конфликта. Делятся на «гражданский» и «артиллерийский» типы. Первые — управляют Ретрансляторами, которые способны контролировать поведение человеческих масс. Вторые — обладают усиленным вооружением и время от времени проходят процедуру «консервации сознания» (в сериале её необходимость никак не объясняется). В средствах не стесняются, для достижения своих задач уничтожают людей тысячами. Способны зомбировать человека, заставляя его выполнять свои приказы. Не могут причинить вреда Пасифике напрямую, поэтому подталкивают к этому население мира. Всего в мире четыре боевых миротворца, подчиненных Силии Маузер. Также обладают индивидуальностью и испытывают эмоции.
Силия Маузер — дочь Джона Браунинга. Во время войны с абсолютной точностью предсказывала места атаки инопланетян, тем самым установив паритет сил в конфликте. Несколько позже, пришельцы вошли с ней в контакт и склонили к своей точке зрения, согласно которой человечество — уникальный и разрушительный вид, который рано или поздно уничтожит их (пришельцев), а потом самих себя. Они внушили ей, что завершение войны — это единственная реальная возможность уберечь её близких и её семью от смерти и подарить им счастливую, спокойную жизнь. Силия предала человечество, сыграв ключевую роль в противостоянии. Считает людей жестокими и неразумными. Ради их же блага, создала защитный купол с искусственным небом и контролирует весь мир с помощью пророчеств, Миротворцев и религии. Физического тела, вероятно, уже не имеет. Люди считают её добрым божеством.
Сэйю: Фумико Орикаса
Джон Браунинг — человек, живший 5000 лет назад и возглавлявший борьбу людей против инопланетян. При его участии были созданы Миротворцы, Зефирис, оборонно-наступательный комплекс «Скит» и т. д. Также с его помощью, люди впоследствии могли использовать магию. Последователи религии Маузер считают его демоном, злым божеством, сражённым Силией. Людей, использующих магию, считают «брошенными детьми демона».

### Имена
Большинство персонажей сериала названы в честь крупных оружейников и компаний-производителей, как исторических, так и современных, например:
Семейство Касуллов — револьверный патрон калибра .454 Casull, названный в честь его создателя, Ричарда Касулла;
Виния Честер — знаменитая оружейная компания Винчестер и не менее знаменитая её винтовка Винчестер. Родной город Уинии называется Таурус;
Кристофер Армалайт — компания ArmaLite (en:ArmaLite), производитель винтовки AR-15, принятой на вооружение армии США как M16;
Дойл Баррет — Barrett Firearms Company (Barrett Firearms), производитель снайперской винтовки M82;

### Боги
Маузер
Браунинг

## Музыка
Открывающая композиция
- «Little Wing»

Исполняют — JAM Project и Масами Окуй
Закрывающая композиция
- «Daichi no la-li-la»

Исполняют — Ёко Уэно и Масуми Ито